# Хавлин, Шломо
Шломо Хавлин (род. 21 июля 1942) — профессор физического факультета Университета Бар-Илан, Рамат-Ган, Израиль. Он был президентом Физического общества Израиля (1996—1999), деканом факультета точных наук (1999—2001), председателем физического факультета (1984—1988).
В 2018 году он получил премию Израиля за достижения в области физики.

## Биография
Профессор Шломо Хавлин родился в Иерусалиме (тогда он входил в Британский мандат Палестины). Окончил высшие учебные заведения Университет Бар-Илан и Тель-Авивский университет. Получил академическую должность в университете Бар-Илан в 1972 году, где он стал полным профессором по физике в 1984 году. В 1978—1979 годах он был приглашенным научным сотрудником Королевского общества в Эдинбургском университете, где работал с профессорами Уильямом Кохраном и Роджером Коули. В 1984 году он стал заведующим кафедрой физики в университете Бар-Илан до 1988 года. В течение 1983—1984 и 1989—1991 годов профессор Хавлин был приглашенным ученым в NIH, где он много сотрудничал с докторами Джорджем Вайсом, Ральфом Носсалом и другими членами NIH. В 1984—1985 и 1991—1992 годах он был приглашенным профессором в Бостонском университете, где сотрудничал с профессором Г. Юджином Стэнли и многими другими. С 2016 по 2019 год Хавлин был приглашенным профессором в Токийском технологическом институте, где он сотрудничал с профессорами Мисако и Хидеки Такаясу.

## Центры и влияние исследований
Профессор Хавлин основал четыре центра в Бар-Илане, Медицинский диагностический исследовательский центр имени Гонда-Гольдшмидта (1994), Центр мезоскопии, фракталов и нейронных сетей Минервы (1998), Научный отдел науки после 2000 года — научно-образовательный отдел (1996) и Израильский научный фонд — национальный центр сложных сетей (2003). Он был президентом Физического общества Израиля (1996—1999) и деканом факультета точных наук Университета Бар-Илан (1999—2001). Профессор Хавлин имел более 200 аспирантов и докторантов и сотрудничал с более чем 400 учеными по всему миру. Он опубликовал более 700 статей и 11 книг. В 2018 году он был одним из двух самых цитируемых израильских ученых. В настоящее время он участвует в редакциях нескольких научных журналов: Fractals, Physica A, New Physics, Research Letters in Physics и является соредактором Europhysics Letters.

## Призы и награды
Профессор Хавлин получил множество наград за свои выдающиеся исследования, в том числе
- премию Ландау за выдающиеся исследования в области физики (1988),
- премию Гумбольдта — Германия (1992),
- премию за лучшую научную работу 2000 года, Университет Бар-Илан (2000),
- премию за Лучшую научно-популярную статью министра науки Израиля (2002),
- медаль Николсона Американского физического общества (2006),[2]
- премию имени Хаима Вейцмана за точные науки (2009),
- премию Юлиуса Эдгара Лилиенфельда за выдающийся вклад в физику (2010),[3]
- премию Ротшильда за Физико-химические науки (2014),[4]
- почетного профессора Бэйханского университета, Пекин, Китай (2016),
- премию выдающегося ученого, Академия наук Китая (2017 г.),
- орден Звезды Италии, президента Италии (2017),
- премиию Израиля по физике и химии (2018).[5]

Профессор Хавлин внес вклад во многие области научных исследований. Ниже приведено описание его основных достижений в области случайности и сложности.

## Основной вклад
Неупорядоченные системы, которые являются самоподобными в широком диапазоне масштабов длины, являются вездесущими, и часто моделируются моделями перколяционного типа. Законы, которые описывают транспортные процессы или химические реакции в этих системах, значительно отличаются от законов в однородных системах. Более ранние работы профессора Хавлина, где он обнаружил несколько из этих важных аномалий, оказали огромное влияние на развитие всей области и обобщены в монографии «Диффузия и реакции во фракталах и неупорядоченных системах», которую он написал вместе со своим бывшим аспирантом Даниэлем Бен-Авраамом (Издательство Кембриджского университета, 2000) и где описаны аномальные физические законы, открытые в 1980—2000 гг. во фракталах и неупорядоченных системах, в открытии которых участвовал профессор Хавлин и его сотрудники. Его обзорная статья (Adv. In Phys. (1987)) цитировалась более 1100 раз и была выбрана редакторами журнала для повторной публикации (Adv. In Phys. (2002)). В 2000 году профессор Шломо Хавлин и его ученик Реувен Коэн вместе с профессором Дэниелом бен-Авраамом разработали новый подход перколяционного типа и вывели первую теорию устойчивости реалистичных сложных сетей, таких как Интернет, при случайном разрушении (Phys. Rev Lett. 85, 4626 (2000) и преднамеренные нападения (Phys. Rev. Lett. 86, 3682 (2001)). Они также получили новый результат о природе «маленького мира» сложных сетей и обнаружили, что диаметр безмасштабных свободных сетей значительно меньше и поэтому назвал их «сверхмалыми мирами» (Phys. Rev. Lett. 90, 58701 (2003)). С 2010 года Хавлин и его сотрудники сосредоточили свое внимание на взаимозависимых сетях. Его статья с сотрудниками разработала теорию перколяции сетей сетей (Nature, 464, 08932 (2010)) и положила начало активному исследованию области сетей сетей. В 2014 году он представил коллегам концепцию восстановления в теории перколяции (Nature Physics, 10, 3438 (2014); Nature Comm., 2016).